# Hugues-Robert-Jean-Charles de La Tour d’Auvergne-Lauraguais
Hugues-Robert-Jean-Charles de La Tour d’Auvergne-Lauraguais (ur. 14 sierpnia 1768 w Auzeville-Tolosane, zm. 20 lipca 1851 w Arras) – francuski duchowny katolicki, kardynał, biskup Arras.

## Życiorys
Święcenia kapłańskie przyjął 24 czerwca 1792. 6 maja 1802 został wybrany biskupem Arras. Sakrę biskupią otrzymał 16 maja 1802 z rąk arcybiskupa Jean-Baptiste Bessuéjouls de Roquelaure (współkonsekratorami byli biskupi Jean-Baptiste de Maillé i Étienne Fallot de Beaumont). 23 grudnia 1839 Grzegorz XVI wyniósł go do godności kardynalskiej z tytułem prezbitera Sant'Agnese fuori le mura. Nie brał udziału w konklawe wybierającym Piusa IX.